# Bánh tằm bì
Bánh tằm bì là món ăn làm từ gạo của người Việt. Đây là một món ăn có thể dùng ăn vặt hoặc ăn no đều được, phổ biến ở tỉnh miền nam như Đồng Tháp, Bạc Liêu.